# はちきゅん
『⑧キュン』は、2011年4月2日から2016年3月26日まで岩手めんこいテレビで毎週土曜日に放送されていた生放送の生活情報番組。ハイビジョン制作。岩手県内で放送。2015年4月に「はちきゅん」から番組名（綴り）を変更。

## 概要
『土曜は見っと!』時代から続くめんこいテレビの週末情報番組で、2011年3月まで放送されていた『あなろぐ an@log』に代わって始まった番組。内容は『あなろぐ』同様、企業や店舗のPR（インフォマーシャル）を中心に、「はちきゅん解体新書」「はちきゅん刑事」などバラエティ仕立ての構成となっていた。
東北地方太平洋沖地震（東日本大震災）の発生に伴い、内容が大幅に変更され、司会者が被災地の避難所まで出かけ、被災者の声を拾ったり、現場のレポートなどを行った。2011年5月からはお笑いコンビ「アンダーエイジ」がレギュラーとして参加し、4人で司会進行・中継・レポーター・ナレーションを行っていた。
2012年10月には放送時間を午前に移す。放送時間が短縮されたが、日曜日にスピンオフのミニ番組『ぷちきゅん』をスタートした（のちに『はちきゅん』直後の時間帯へ移動。2014年4月からは平日ゴールデンタイムに移行、9月に終了）。
2014年4月12日からは放送開始時間を大幅に前倒しし、9時55分開始とした。終了時刻も早めたものの、30分拡大し80分間と大型化していた。
2015年4月に司会者入れ替え、スタジオセット改装、タイトル綴り変更など大幅なリニューアルを行ったが、キー局フジテレビ制作の全国ネット番組『ライオンのグータッチ』開始などに伴う改編により2016年3月26日をもって5年間にわたる放送を終了。生情報番組は『8っぴーサタデー』を後番組として10:55 - 11:45へと繰り下げた。
時折、正午から30分間、特定スポンサーを特集するスピンオフ番組を放送することがあった。また『あなろぐ』同様、大晦日には3時間程度の特別番組を放送していた。

## 放送時間
- 2011年4月2日 - 2012年9月29日
  - 毎週土曜日12:00 - 13:00（60分間）[3]
- 2012年10月6日 - 2014年4月5日
  - 毎週土曜日10:50 - 11:40（50分間）
- 2014年4月12日 - 2016年3月26日
  - 毎週土曜日9:55  - 11:15（80分間）

## 出演者

### レギュラー
- ふじポン - MC、レポーター
- MIKA - 2代目MCとして2015年4月から出演。「アンダーパス」のボーカル。
- アンダーエイジ（お笑いコンビ、よしもとクリエイティブ・エージェンシー）[4] - レポーター、MC
- 滝澤悠希（岩手めんこいテレビアナウンサー） - 2015年10月から出演。原則スタジオMCのみ担当。

### 過去
- 村木香織 - 2011年4月のみ、「情報キャスター」として出演
- 田邉有沙（現：福岡放送、当時めんこいテレビアナウンサー、2012年7月 - 2013年9月） - MC。「秘書」のキャラクター付けがされており、眼鏡を使用
- 高橋裕二（めんこいテレビアナウンサー、2012年7月 - 2013年3月） - ナレーション
- 千葉絢子（元めんこいテレビアナウンサー） - 2015年3月まで番組MC（進行担当）、ナレーターを務める[5]。4月に退職後はナレーションのみ担当。5月で降板[6]。

## コーナー
- ドリームキャッチLet's電 - 1万円プレゼント。ホームページで応募し、スタジオからの生電話に出られれば獲得。
- はちきゅん解体新書（旧:ポン×チバ解体新書） - コント仕立ての企業・店舗PR。
- はちきゅん慕情～招木猫太郎のおじゃまします～ - 同上。
- OMOTENASHI - スタジオゲストに向けたグルメスポット紹介。ゲストが歌手の場合は、持ち歌がBGMに使われる。
- 映画情報 - 岩手県内で上映される映画を紹介する。
- 乗っちゃ王国 - JR東日本のPRコーナー。月曜日にミニ番組として放送。
- 元気プロジェクト - 震災の被災地のレポート。不定期。
- 岩手県からのお知らせ
- 週末限定占い

- 心理チェック
- びゅうPOINT - JR東日本のPRコーナー。後日、ミニ番組『びゅうエクスプレス』として放送。
- 胸キュン男塾 - アンダーエイジによる企業・店舗PR。
- タナベでございます - 田邉による企業・店舗PR。
- はちきゅん刑事 - 企業・店舗PR。
- ドリームキャッチ - 1万円プレゼント。電子メールで応募。
- 旅する気分 - JR東日本のPRコーナー。月曜日にミニ番組として放送。
- 天気予報

## ぷちきゅん
『はちきゅん』のスピンオフとして2012年10月7日開始。『はちきゅん』本編で放送されているインフォマーシャルを独立させたミニ番組。放送時間は、2013年5月5日までは日曜日11:45 - 11:50、同年7月6日からは土曜日11:40 - 11:45（『はちきゅん』の直後）。「はちきゅん刑事」など、本編と同様の構成である場合が多いが、めんこいテレビアナウンサーがレポーターとなるものもある。2014年4月以降は平日夜間に単独番組として放送。9月で放送終了。